# História econômica da Austrália

Desenvolvimento do PIB per capita na Austrália e na Nova Zelândia

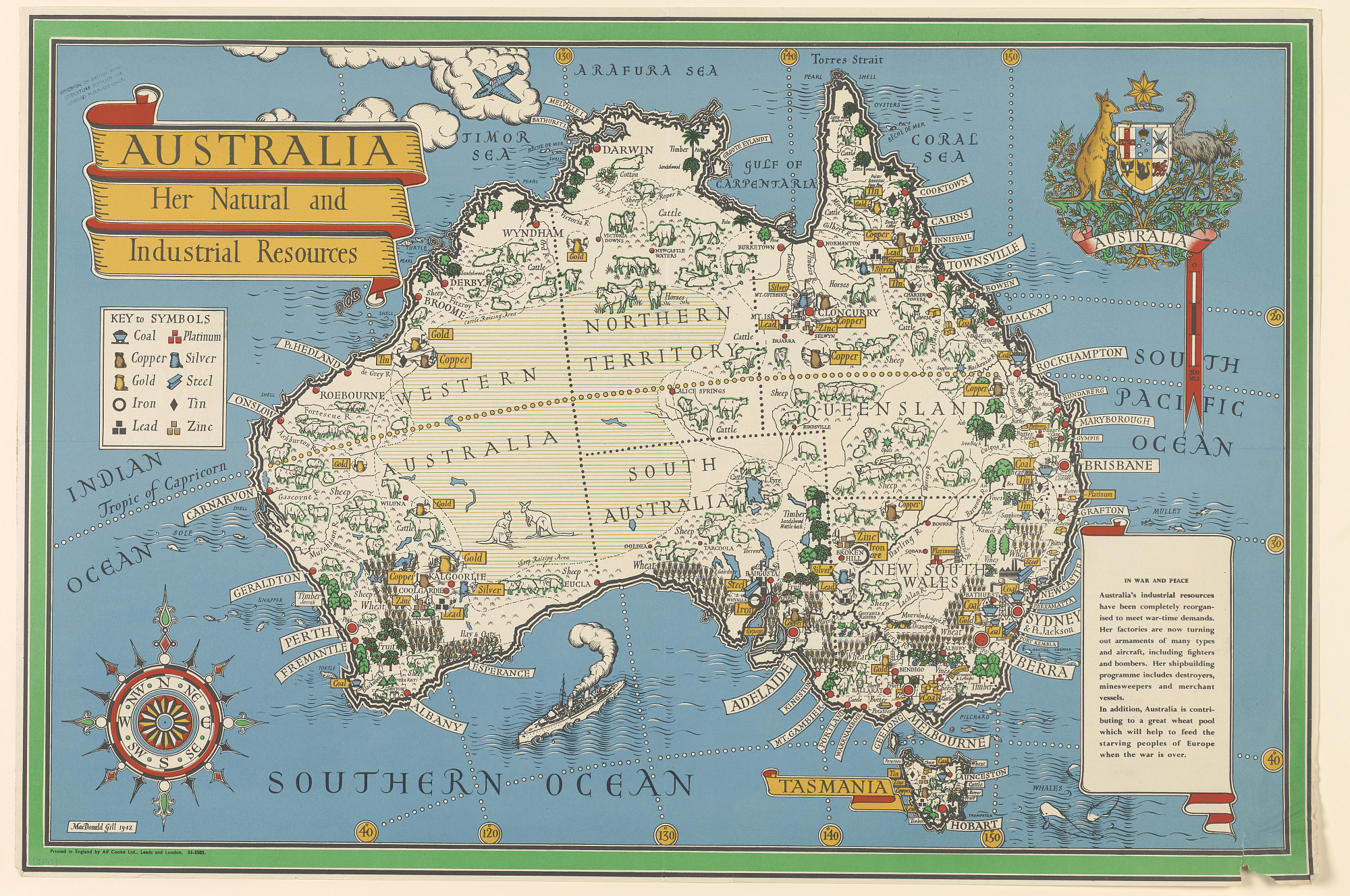
Mapa pictórico da Austrália de 1942 mostrando suas riquezas e recursos naturais

A história econômica da Austrália traça a história econômica da Austrália desde a colonização europeia em 1788.

## 1788-1821

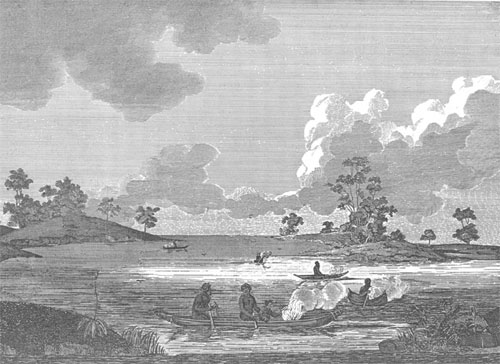
Porto Jackson

A colonização europeia da Austrália começou em 26 de janeiro de 1788 em Port Jackson (atual Sydney, Nova Gales do Sul), quando a Primeira Frota chegou com mais de 1.000 condenados, fuzileiros navais e alguns colonos livres, além de uma vasta quantidade de provisões para estabelecer uma colônia penal em Nova Gales do Sul. O Reino Unido reivindicou todo o leste da Austrália como seu território com base em terra nullius, embora o desembarque real e o consequente assentamento tenham sido inicialmente confinados à área de Port Jackson. De acordo com o primeiro censo de 1788, conforme relatado pelo governador Phillip a Lord Sydney, o Ministro do Interior, a população branca na colônia era de 1.030, dos quais 753 eram condenados e seus filhos; a colônia também contava com 7 cavalos, 2.903 ovelhas, 749 suínos, 6 coelhos e 754 bovinos.
Os governadores de Nova Gales do Sul tinham autoridade para fazer concessões de terras a colonos livres, emancipistas (ex-presidiários) e suboficiais.
A caça às baleias na Austrália começou em 1791, quando o capitão Thomas Melvill, comandando o Britannia, um dos 11 navios. Peles de foca, óleo de baleia e barbatanas (ossos de baleia) eram mercadorias valiosas e forneceram à Austrália suas primeiras grandes indústrias de exportação. A caça à foca e à baleia contribuiu mais para a economia colonial do que a produção da terra até a década de 1830. Quando o governador Phillip deixou a colónia em dezembro de 1792, a população europeia era de 4.221, dos quais 3.099 eram condenados.
Hobart, no que era então chamado de Terra de Van Diemen (atual Tasmânia), foi estabelecido em 1804 como um assentamento penal. Foi fundado mais para evitar uma possível reivindicação francesa sobre aquela parte da Austrália do que para qualquer benefício econômico imediato para o acordo de Sydney.
A colônia de Nova Gales do Sul mal sobreviveu aos seus primeiros anos e foi largamente negligenciada durante grande parte do quarto de século seguinte, enquanto o governo britânico esteve preocupado até 1815 com as Guerras Napoleónicas.
O governador Macquarie foi nomeado no ano seguinte. Houve uma mudança de política sob a sua administração no sentido da promoção de uma economia privada para apoiar o regime penal, separada das atividades e interesses do governo colonial. Houve um aumento significativo no transporte após 1810, o que proporcionou mão de obra barata e qualificada para a colônia.
As Montanhas Azuis foram uma barreira à expansão da colônia. A travessia das Montanhas Azuis em 1813 permitiu que os colonos acessassem e usassem as ricas terras a oeste das montanhas para a agricultura. Bathurst foi estabelecida como o primeiro assentamento no interior da Austrália. O primeiro banco em Sydney, o Bank of New South Wales, foi fundado em 1817. O Banco, e cada banco privado criado posteriormente, poderia emitir o seu próprio papel-moeda.

## 1821-1840
De acordo com um estudo de 2018 na Economic History Review, “o PIB australiano por trabalhador cresceu excepcionalmente rápido entre as décadas de 1820 e 1870, a uma taxa cerca de duas vezes maior que a dos EUA e três vezes maior que a da Grã-Bretanha”. Este rápido crescimento do PIB por trabalhador não conduziu, no entanto, ao aumento da desigualdade, mas sim a um "nivelamento revolucionário dos rendimentos até à década de 1870".
Durante o mandato de 4 anos de Brisbane (1821-1825), as concessões de terras foram feitas com mais facilidade. Além disso, os regulamentos introduzidos durante o mandato de Brisbane permitiram que os colonos comprassem (com sua permissão) até 4.000 acres (16 km²). Durante o seu mandato, a quantidade total de terras em mãos privadas praticamente dobrou.
Aqueles conhecidos como 'colonos livres' só foram autorizados a ocupar terras dentro das áreas aprovadas, que a partir de 1826 foram confinadas aos dezenove condados do assentamento de Sydney. A partir de 1831 cessou a concessão de terras gratuitas e as únicas terras que estariam disponíveis para venda seriam dentro dos Dezenove Condados.
A partir da década de 1820, o crescimento económico baseou-se cada vez mais na produção de lã fina e de outros produtos rurais para os mercados da Grã-Bretanha e das economias industrializadas do Noroeste da Europa.  Para financiar este comércio, vários bancos foram criados em Londres na década de 1830, incluindo o Bank of Australasia em 1835 e o Union Bank of Australia, estabelecido em 1837. Este crescimento foi interrompido por duas grandes depressões durante as décadas de 1840 e 1890 e estimulado de formas complexas pelas ricas descobertas de ouro em Victoria em 1851, mas a dinâmica subjacente permaneceu essencialmente inalterada.
Em diferentes épocas, a extracção de recursos naturais, quer marítimos antes da década de 1840, quer mais tarde, ouro e outros minerais, também foi importante. A agricultura, a indústria transformadora local e as indústrias de construção expandiram-se para satisfazer as necessidades imediatas das populações crescentes, que se concentraram cada vez mais nos principais centros urbanos.
Além de Nova Gales do Sul, quatro outras colônias britânicas foram estabelecidas no continente: Austrália Ocidental (1829), Austrália do Sul (1836), Victoria (1851) e Queensland (1859). A Terra de Van Diemen (Tasmânia depois de 1856) tornou-se uma colônia separada em 1825. A partir da década de 1850, essas colônias adquiriram um governo responsável. Em 1901, eles se federaram, criando a Comunidade da Austrália.
Em 1831, os princípios da colonização sistemática popularizados por Edward Gibbon Wakefield foram postos em prática em Nova Gales do Sul com a substituição da venda de terras por concessões, a fim de financiar a imigração.
Os governos coloniais e os colonos não reconheceram quaisquer direitos à terra ou soberania dos aborígenes (discutível sob a doutrina da terra nullius) e, portanto, sentiram-se livres para expandir para o seu território com impunidade. O incentivo à iniciativa privada, a recepção das ideias de Wakefield e a difusão em massa da colonização branca fizeram parte de uma profunda transformação nas percepções oficiais e privadas das perspectivas e do valor econômico da Austrália como colônia britânica. Milênios de manejo com bastões de fogo para ajudar os caçadores-coletores criaram pastagens interiores no sudeste que eram ideais para a produção de lã fina.
Tendo em conta a crescente complexidade da economia colonial, o ciclo de crescimento baseado na colonização de terras, nas exportações e no capital britânico repetir-se-ia duas vezes. O primeiro boom pastoral terminou numa depressão que atingiu o seu pior período entre 1842 e 1843. Sem maior expansão geográfica, as oportunidades de lucros elevados foram reduzidas e o fluxo de capital britânico secou, contribuindo para uma recessão mais ampla causada pela seca e pelo fracasso mercantil.
Vários bancos e empresas hipotecárias com sede em Londres foram estabelecidos durante este período para operar nas colônias, incluindo o Banco da Australásia (1835), o Union Bank of Australia (1837) e o Banco Inglês, Escocês e Australiano. (1852).

### 1850–75

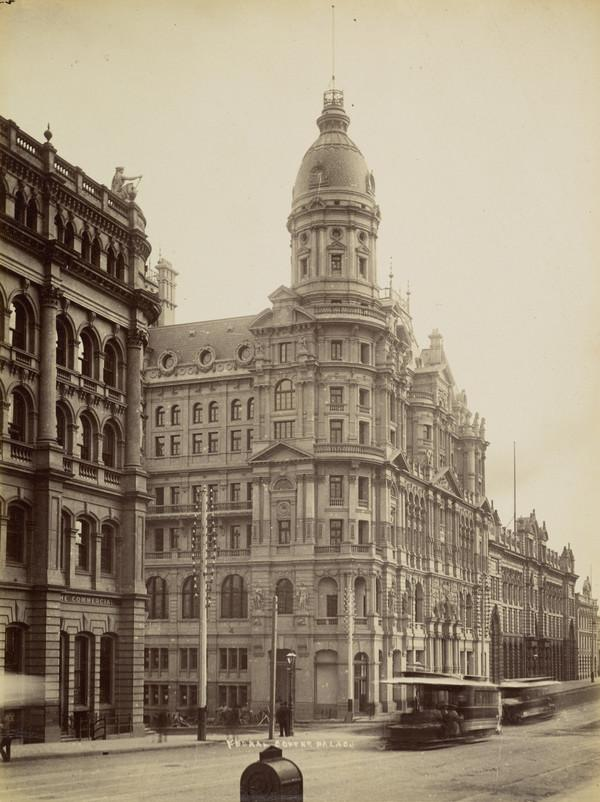
Palácio Federal do Café de Melbourne. Um período de expansão na década de 1870 devido à descoberta de ouro levou à construção de muitos grandes edifícios e edifícios públicos na cidade

A descoberta de ouro em 1851 levou à corrida do ouro em muitas partes da Austrália e mudou a direção da economia australiana. A descoberta fez com que muitos trabalhadores deixassem seus empregos e rumassem para as minas de ouro. Na década de 1850, Victoria era o centro de mineração de ouro da Austrália, e a sua população aumentou de 76.000 em 1851 para 540.000 em 1861. A população total da Austrália mais que triplicou, de 430.000 em 1851 para 1,7 milhão em 1871.
O influxo de buscadores de ouro instruídos da Inglaterra levou ao rápido crescimento de escolas, igrejas, sociedades científicas, bibliotecas e galerias de arte. A primeira ferrovia da Austrália foi construída em Melbourne em 1854. Após a incorporação em 1853, a Universidade de Melbourne foi construída em 1855, e a Biblioteca Estadual de Victoria em 1856. Houve muitas outras obras de construção.
O boom alimentado pelo ouro e pela lã durou as décadas de 1860 e 1870. Victoria sofria de uma grave escassez de mão-de-obra, apesar do fluxo constante de migrantes, e isto fez subir os salários até estes serem os mais altos do mundo. Victoria era conhecida como "o paraíso do trabalhador" naquela época. O Sindicato dos Pedreiros venceu a jornada de oito horas em 1856 e comemorou construindo o enorme Melbourne Trades Hall em Carlton.
A primeira bolsa de valores da Austrália foi aberta em Melbourne em 1861.

### 1875–80
O Melbourne Trades Hall foi inaugurado em 1859, com Trades and Labor Councils e Trades Halls abrindo em todas as cidades e na maioria das cidades regionais nos próximos quarenta anos. Durante a década de 1880, os sindicatos desenvolveram-se entre tosquiadores, mineiros e estivadores (trabalhadores do cais), mas logo se espalharam para cobrir quase todos os empregos de colarinho azul. A escassez de mão-de-obra levou a salários elevados para uma classe trabalhadora qualificada e próspera, cujos sindicatos exigiam e obtinham uma jornada de oito horas e outros benefícios inéditos na Europa.

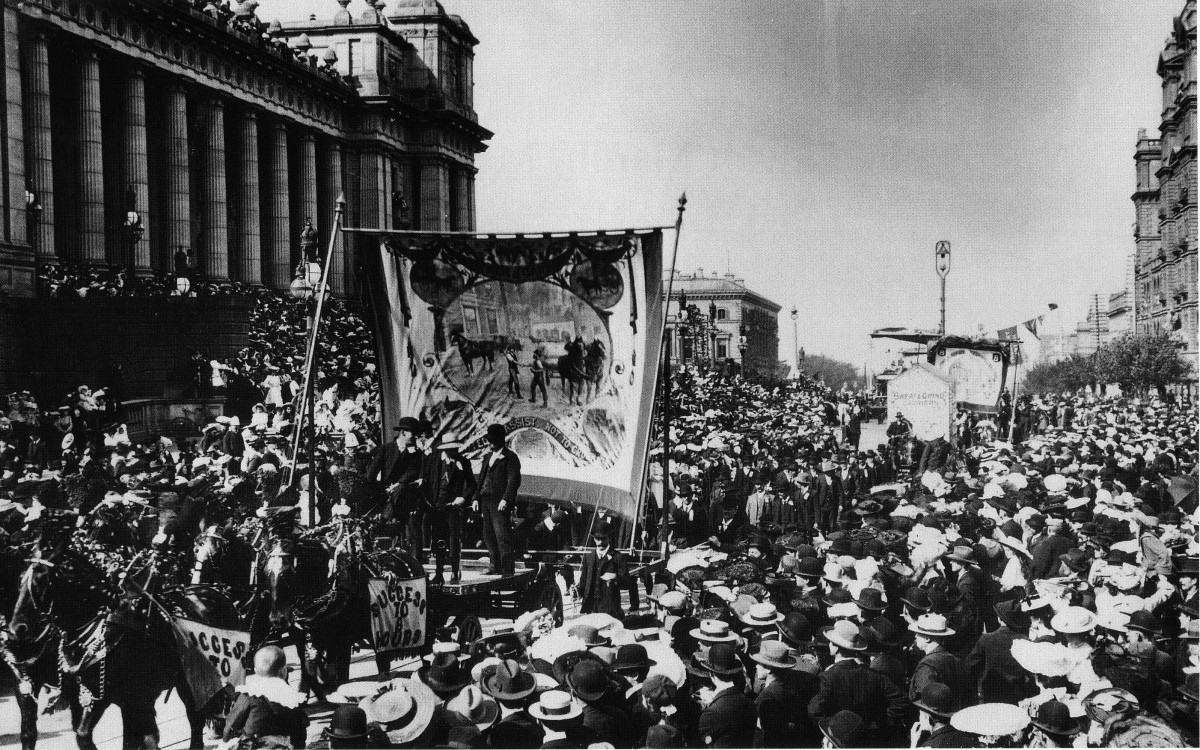
Marcha diurna de oito horas por volta de 1900, em frente ao Parlamento em Spring Street, Melbourne

A Austrália ganhou a reputação de “o paraíso dos trabalhadores”. Alguns empregadores tentaram minar os sindicatos importando mão-de-obra chinesa. Isto produziu uma reação que levou todas as colônias a restringir a imigração chinesa e de outros países asiáticos. Esta foi a base da Política da Austrália Branca. O "pacto australiano", baseado na arbitragem industrial centralizada, num certo grau de assistência governamental, especialmente para as indústrias primárias, e na Austrália Branca, continuaria por muitos anos antes de se dissolver gradualmente na segunda metade do século XX.

## 1880-1890
No entanto, no final da década de 1880, os investidores estrangeiros tornaram-se mais preocupados com a diferença entre os retornos esperados e os retornos reais do investimento australiano. A Crise do Barings de 1890, embora focada na Argentina, levou a uma reavaliação da exposição dos investidores a regiões de retorno decrescente e, consequentemente, os investidores britânicos começaram a desistir de fornecer financiamento adicional ao mercado australiano. Isto causou uma crise bancária em Victoria, Austrália do Sul, Nova Gales do Sul e Tasmânia. Em 1891, o Banco da Terra de Van Diemen foi o primeiro grande banco a falir, com mais 13 a seguirem-se. No final do ano, estima-se que metade dos clientes bancários australianos foram excluídos do seu banco.
O impacto do fim do longo boom e do colapso do mercado imobiliário em Melbourne não teve um impacto tão grande na economia da colónia da Austrália Ocidental, onde foram descobertas reservas substanciais de ouro em Kalgoorlie e Coolgardie, numa região da Austrália Ocidental que posteriormente ficou conhecido como 'Goldfields'. Isto provocou uma “corrida do ouro” na Austrália Ocidental, caracterizada por uma expansão rápida e sustentada da colónia que continuaria até à Primeira Guerra Mundial. Esta expansão permitiu o desenvolvimento do porto de Fremantle, a abertura do canto sudoeste da colónia para o desenvolvimento agrícola e a rápida expansão da rede ferroviária colonial.

## 1890–1900
- 1890: a Grande greve marítima

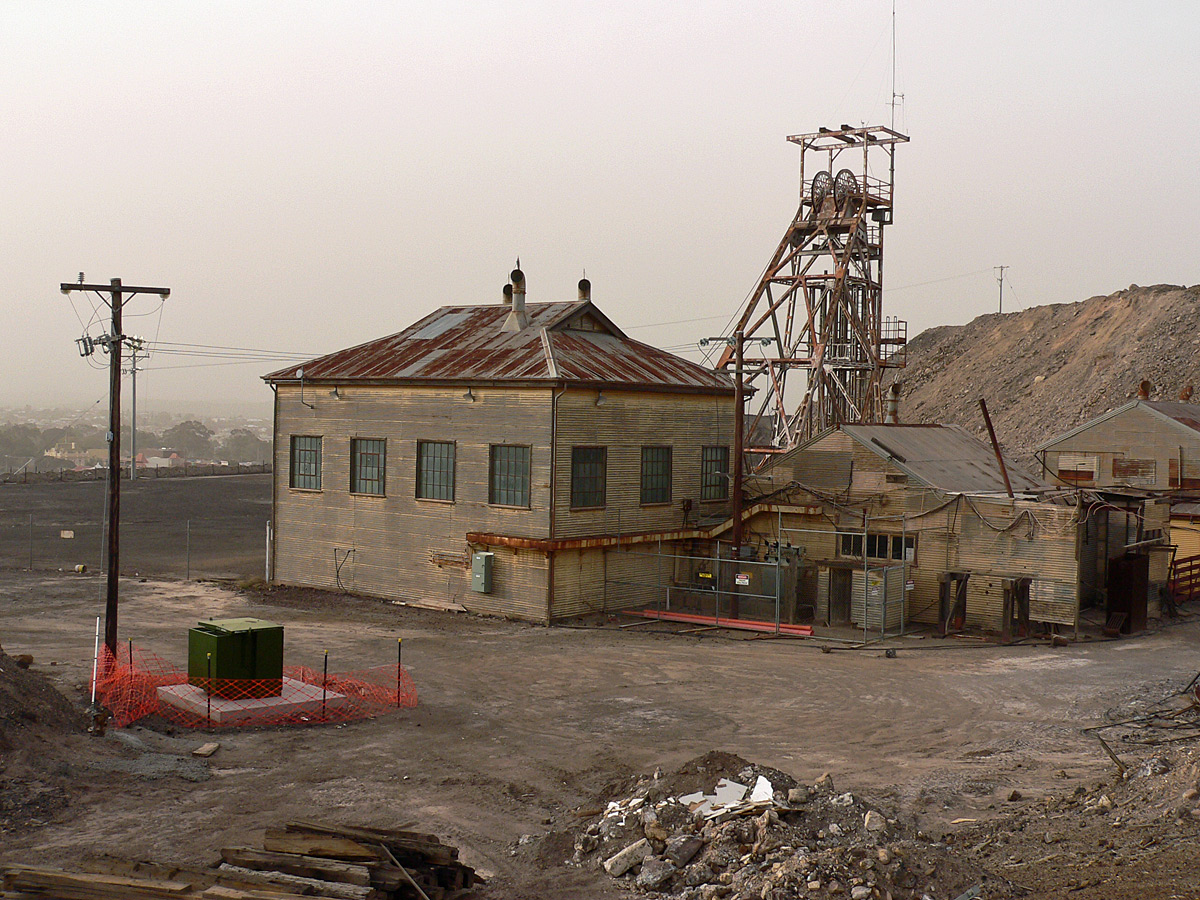
Uma mina na cidade mineira de Broken Hill, onde ocorreu uma greve de mineiros em 1892. Broken Hill suportou uma prosperidade significativa graças à sua indústria de mineração ao longo do século XX.

- 1891: greve dos tosquiadores australianos
- 1891: 16 pequenos bancos e sociedades de construção faliram em Melbourne[13]
- 1892: greve dos mineiros de Broken Hill
- 1892: 133 sociedades anônimas entraram em liquidação somente em Victoria[13]
- 1893: uma grande depressão internacional e o boom imobiliário especulativo da década de 1880 levaram à crise bancária australiana de 1893 e a uma grave depressão económica. 11 bancos comerciais faliram ou fecharam temporariamente para evitar uma corrida, incluindo o Banco Nacional da Australásia e o Banco Comercial da Austrália . Em 1º de maio, o governo de Victoria implementou um feriado bancário de cinco dias para amenizar o pânico.[13]
- 1894: começou a recuperação da crise. Algumas reformas nos regulamentos e leis foram feitas para tentar prevenir futuros abusos financeiros.[14]

## 1900–1939
Em 1901, o primeiro governo federal formado pelo Partido Protecionista. Em 1904, o Partido Trabalhista Australiano forma o governo da Commonwealth, o primeiro movimento trabalhista do mundo a chegar ao governo.
A política monetária garantiu que o valor da libra australiana fosse fixado em relação à libra esterlina e, enquanto a Grã-Bretanha estivesse no padrão ouro, a Austrália também estaria. Em 1914, a libra esterlina foi retirada do padrão-ouro, mas quando regressou ao padrão-ouro em 1925, o súbito aumento do seu valor, imposto pelo preço nominal do ouro, desencadeou uma deflação esmagadora. Tanto a inflação inicial de 1914 como a deflação subsequente de 1926 tiveram efeitos econômicos de longo alcance em todo o Império Britânico, incluindo a Austrália, e o resto do mundo. Em 1929, como medida de emergência durante a Grande Depressão, a Austrália abandonou o padrão-ouro, resultando numa desvalorização em relação à libra esterlina.
Embora o cultivo da lã tenha permanecido no centro da actividade económica, uma variedade de novos produtos, como o trigo, os lacticínios e outros produtos agrícolas, passaram a fazer parte das exportações australianas. Foi então que esta última começou a contribuir mais para o crescimento económico do que a produção de lã. Parte desse surgimento de outras fontes de expansão económica veio do progresso tecnológico, como o trigo resistente a doenças e o transporte refrigerado. O desenvolvimento destas tecnologias também renovou o investimento estrangeiro em grande escala.
Essa injecção de investimento estrangeiro levou a aumentos na construção, particularmente no sector residencial privado. Essa injecção de dinheiro estrangeiro foi o principal contribuinte para a expansão económica, que foi novamente problemática para a economia australiana. Os retornos dos investimentos, como antes, foram imensamente diferentes dos retornos esperados.
Na década de 1920, os produtores agrícolas enfrentavam problemas de lucro e os governos, que investiam pesadamente em infra-estruturas de transporte, não obtinham os retornos esperados.  Os cortes nos empréstimos e nas despesas governamentais e privadas no final da década de 1920 levaram a uma recessão.  A própria recessão piorou à medida que outras nações caíram em depressões.  Não só reduziram os investimentos estrangeiros na Austrália, mas também levaram a uma menor procura pelas exportações australianas.  Isso culminou na maior recessão da história da Austrália, que atingiu o pico em 1931-1932.
Uma grande greve trabalhista ocorreu nas minas de carvão estaduais em Wonthaggi, Victoria, em 1934. As condições foram difíceis para os atacantes durante um episódio de cinco meses. A sua resiliência, coesão e apoio comunitário significativo foram responsáveis pela sua persistência. Ganhar a greve revitalizou o movimento operário vitoriano e aumentou o seu poder político.

## 1939–1945
A Segunda Guerra Mundial teve um impacto profundo na economia australiana e mudou permanentemente a forma como a economia era administrada. Antes de 1939, o Governo da Commonwealth tinha pouco papel na gestão da economia australiana. Os governos estaduais cobraram a maior parte do imposto de renda, e o comércio internacional da Austrália foi ditado pela sua relação com o Império Britânico. O ataque japonês à Austrália em 1942 levou o governo australiano a adoptar uma política de guerra "All In", que ditou a mobilização total da economia e da força de trabalho australianas. O melhor e mais bem-sucedido exemplo foi o Commonwealth Munitions Board (CMB), que dirigiu a expansão da indústria australiana de munições. Presidido por Essington Lewis, gerente geral da BHP, no final da guerra o CMB gerenciava indiretamente algumas das maiores empresas industriais do país.

## 1945-1972
As medidas de guerra e a expansão da economia durante a guerra forneceram a base para o rápido crescimento econômico no período após 1945. A reconstrução econômica do pós-guerra também foi auxiliada por uma política de desenvolvimento nacional seguida pelo Partido Trabalhista Australiano (ALP), que formou o governo de 1941 a 1949. Essa política estava em linha com os ideais socialistas gerais que o ALP defendia e foi então amplamente apoiada dentro do movimento trabalhista mais amplo.
Durante a guerra, a posição comercial e de investimento internacional da Austrália começou a mudar. Em 1944, a Austrália tornou-se parte do sistema de Bretton Woods, com as principais moedas mundiais mantendo taxas de câmbio fixas entre si e com o dólar americano sendo atrelado ao ouro. A Austrália manteve uma taxa de câmbio fixa que foi efetivamente indexada à libra esterlina até 1967.
Em 1949, o Reino Unido desvalorizou a libra esterlina em relação ao dólar americano em 30%, e a Austrália seguiu o exemplo para que a libra australiana não se tornasse sobrevalorizada nos países da zona esterlina com os quais a Austrália fazia a maior parte do seu comércio externo. À medida que a libra esterlina passou de US$ 4,03 para US$ 2,80, a libra australiana passou de US$ 3,224 para US$ 2,24.
Com o colapso do sistema de Bretton Woods em 1971, a Austrália converteu a paridade tradicional numa taxa flutuante em relação ao dólar americano. A avaliação diária do TWI foi alterada em novembro de 1976 para uma avaliação ajustada periodicamente. Em 12 de Dezembro de 1983, a Austrália lançou o dólar australiano, com a taxa de câmbio a refletir a balança de pagamentos e outros fatores de mercado.
Imediatamente após 1945, a Austrália continuou a ser governada pelo ALP, que adotou uma política de reconstrução baseada nos princípios da “nacionalização e racionalização”. Isto ditou que o governo mantivesse o controlo sobre os "altos comandos" da economia, a fim de continuar o crescimento econômico, conter a inflação e instituir o pleno emprego. Em 1948, o Projeto Snowy Mountain River foi iniciado. Esta política alcançou um elevado crescimento económico, mas levou a uma oposição política crescente, especialmente após o fracasso do governo em nacionalizar o sector bancário em 1948. Os opositores políticos também capitalizaram a manutenção do racionamento de alimentos e gasolina. Como resultado, em 1949, o governo foi substituído nas eleições nacionais por um governo mais conservador, empenhado em apoiar uma “economia mista”.
Depois de 1967, as condições favoráveis de que a Austrália desfrutava na economia internacional começaram a mudar. A partir de 1962, a Grã-Bretanha abandonou progressivamente o sistema de Preferência Imperial adoptado em 1932 e passou a integrar a Comunidade Econômica Europeia. O acesso privilegiado da Austrália ao mercado britânico estava a chegar ao fim. Na era da Guerra do Vietname, a economia dos EUA começou a entrar num período difícil e a taxa de investimento dos EUA na Austrália começou a diminuir. Ainda mais sinistro, a Austrália começou a enfrentar uma maior concorrência econômica e um declínio constante nos seus termos de comércio. No período 1972-1973, a Austrália começou a experimentar o início da "estagflação", à medida que o desemprego e a inflação começaram a aumentar simultaneamente pela primeira vez.

## 1972–1982
O boom econômico do pós-guerra terminou com a "estagflação" no início da década de 1970. Isto foi causado principalmente pela evolução da economia internacional; a crise do petróleo, a entrada da Grã-Bretanha na CEE e a crescente concorrência económica nos mercados de exportação tradicionais da Austrália. No entanto, as políticas económicas do governo ALP Whitlam não se revelaram eficazes no combate à estagflação.
Em 1973, com a Austrália experimentando um aumento acentuado da inflação, Fred Gruen, consultor especial do governo de Whitlam, propôs um corte geral de tarifas de 25%, que foi adotado pelo governo. A crise do petróleo de 1973 fez com que os preços disparassem e, de acordo com dados do governo, a inflação ultrapassou 13% no ano 1973-1974. Em meados de 1974, a Austrália estava em recessão econômica. A rápida mudança nas condições econômicas não foi contrabalançada por uma mudança na política governamental. Em particular, o desejo de Whitlam de aumentar os salários e as condições do serviço público federal não foi controlado. Isto contribuiu para um aumento de 30% nas importações e um aumento de US$ 1,5 bilhões de dólares no déficit comercial até o final de 1974. Os produtores primários de commodities, como a carne bovina, foram pegos em uma crise de crédito à medida que as taxas de juros de curto prazo subiram para níveis extremamente altos. O desemprego também aumentou significativamente, apesar da continuação dos gastos do governo.
O fracasso do governo de Whitlam em gerir eficazmente a economia australiana foi um fator na crise que encerrou o mandato desse governo no final de 1975. O governo de Malcolm Fraser que sucedeu Whitlam prometeu maior controle dos gastos do governo e o fim dos aumentos salariais inflacionários no setor público.

## 1983–2020; 2020 – presente

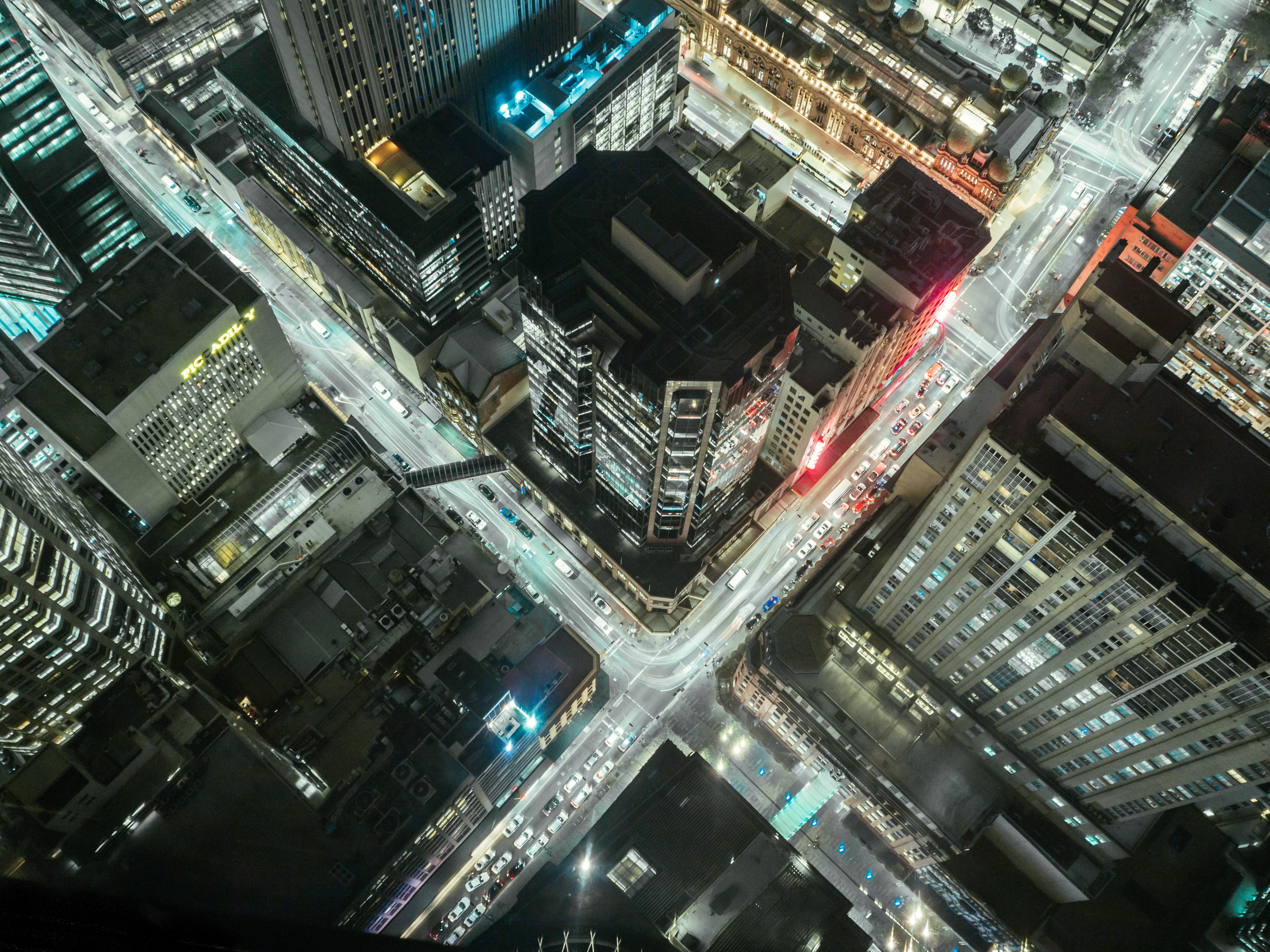
O CBD de Sydney, o coração financeiro da Austrália

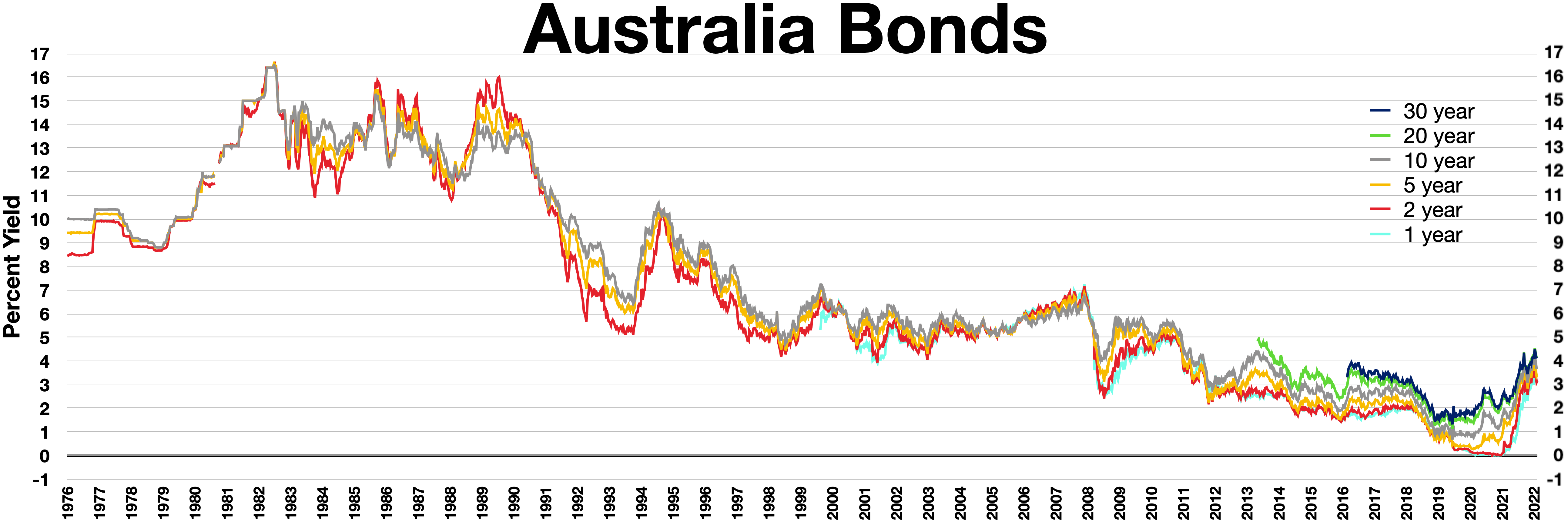
Títulos da Austrália

Apesar das semelhanças na história, na legislação e na cultura, a Austrália e o Canadá seguiram histórias macroeconômicas bastante diferentes. O PIB per capita da Austrália estava bem acima do da Grã-Bretanha e dos Estados Unidos em 1870, e mais do dobro do nível canadense. Na década de 1980, porém, o PIB do Canadá quase igualava o dos Estados Unidos e era bem superior ao da Austrália e da Grã-Bretanha. O Commonwealth Bank foi vendido em três parcelas entre 1991 e 1996. A Qantas foi vendida em dois lotes, um em 1993 e outro em 1995, e o Commonwealth Serum Laboratories foi lançado em 1994. A Telstra foi vendida em três parcelas em 1997, 1999 e 2006. Um resultado destas reformas foi um aumento acentuado da produtividade do trabalho e uma redução nos gastos do governo em proporção do PIB. A Australian Stock Exchange Limited (ASX) foi formada em 1987 através da fusão de seis bolsas de valores independentes que anteriormente operavam nas capitais dos estados. Cada uma dessas bolsas tinha um histórico de negociação de ações que remonta ao século XIX.
A recessão global do início da década de 1990 ocorreu rapidamente após a segunda-feira negra de outubro de 1987, resultante de um colapso das ações de tamanho sem precedentes, que viu o Dow Jones Industrial Average cair 22,6%. Este colapso, maior do que a quebra do mercado de ações de 1929, foi gerido de forma eficaz pela economia global, e o mercado de ações começou a recuperar rapidamente. No entanto, na América do Norte, a pesada indústria de poupanças e empréstimos enfrentava um declínio que acabou por conduzir a uma crise de poupanças e empréstimos que comprometeu o bem-estar de milhões de americanos. A recessão que se seguiu impactou assim muitos países estreitamente ligados aos Estados Unidos, incluindo a Austrália. Paul Keating, que era tesoureiro na época, referiu-se a isso como "a recessão que a Austrália precisava ter". Durante a recessão, o PIB caiu 1,7%, o emprego 3,4% e a taxa de desemprego subiu para 10,8%. No entanto, como é típico durante as recessões, houve uma redução benéfica da inflação.
Devido ao surto de COVID-19, às disputas comerciais com a China e à guerra na Ucrânia, houve uma mudança política significativa no foco em direção à Segurança Nacional e ao interesse renovado na indústria manufatureira da Austrália. Embora o comércio livre continue a ocorrer, a importância de uma indústria local próspera recuperou força como um consenso importante. As reformas econômicas implementadas desde a década de 1980 levaram a uma grande contração do setor industrial australiano, juntamente com a filiação sindical; com a percentagem de sindicalização da mão-de-obra a cair de mais de 50% na década de 1970 para apenas 14% atualmente.
As reformas econômicas da década de 1980, destinadas a diversificar a economia nacional e torná-la mais resiliente, foram introduzidas após o declínio dos termos de comércio em meados da década de 1980. A tendência do produto interno bruto da Austrália a preços de mercado estimado pelo Fundo Monetário Internacional é a seguinte:
| Ano  | Interno Bruto produto - A$m | Troca de dólares US1 = A$ | Índice de inflação (2000=100) |
| ---- | --------------------------- | ------------------------- | ----------------------------- |
| 1980 | 140.987                     | R$ 0,87                   | 36                            |
| 1985 | 245.596                     | $ 1,42                    | 54                            |
| 1990 | 407.307                     | $ 1,27                    | 80                            |
| 1995 | 500.458                     | $ 1,34                    | 90                            |
| 2000 | 669.779                     | $ 1,71                    | 100                           |
| 2005 | 926.880                     | $ 1,30                    | 116                           |
| 2007 | 1.044.162                   | $ 1,26                    | 122                           |

Para comparações de paridade de poder de compra, o dólar é cotado a A$ 0,98. Nos últimos tempos, a Austrália recebeu crescimento financeiro na indústria de mineração.

### Automóveis
Em 2008, quatro empresas produziram carros em massa na Austrália. A Mitsubishi encerrou a produção em março de 2008, seguida pela Ford em 2016, e Holden e Toyota em 2017.
A Ford tinha duas fábricas principais, ambas em Victoria: localizadas no subúrbio de Norlane, em Geelong, e no subúrbio de Broadmeadows, ao norte de Melbourne. Ambas as fábricas foram fechadas em outubro de 2016.
Até 2006, a Toyota tinha fábricas em Port Melbourne e Altona, Victoria . Desde então, toda a fabricação está em Altona. Em 2008, a Toyota exportou 101.668 veículos no valor de US$ 1.9 milhão. Em 2011, os números foram "59.949 unidades no valor de US$ 1.0 milhão". Em 10 de fevereiro de 2014 foi anunciado que até o final de 2017 a Toyota deixaria de fabricar veículos e motores na Austrália. Embora tenhamos visto o fechamento da Holden, Ford e Toyota, houve um aumento no potencial de veículos elétricos da Austrália com a introdução da ACE EV e da empresa australiana de veículos elétricos.

### Têxteis

Emprego total na fabricação australiana de têxteis, roupas e calçados (milhares de pessoas) desde 1984

Até a liberalização comercial em meados da década de 1980, a Austrália tinha uma grande indústria têxtil. Este declínio continuou durante a primeira década do século XXI. Desde a década de 1980, as tarifas têm sido reduzidas de forma constante; no início de 2010, as tarifas foram reduzidas de 17,5% para 10% no vestuário e de 7,5-10% para 5% no calçado e outros têxteis. A partir de 2010, a maior parte da produção têxtil, mesmo por empresas australianas, é realizada na Ásia.

### Mineração
A ascensão econômica da China produziu uma grande procura de produtos mineiros, especialmente minério de ferro e carvão.

#### Ferro
A Geoscience Australia calcula que os "recursos econômicos demonstrados" de ferro do país ascendem atualmente a 24 gigatoneladas, ou 24 bilhões de toneladas. A taxa de produção atual da região de Pilbara, na Austrália Ocidental, é de aproximadamente 430 milhões de toneladas por ano e aumentando. Gavin Mudd (Monash University) e Jonathon Law (CSIRO) esperam que isso desapareça dentro de 30-50 anos e 56 anos, respectivamente. Estas estimativas de 2010 exigem uma revisão contínua para ter em conta a mudança na procura de minério de ferro de qualidade inferior e a melhoria das técnicas de mineração e recuperação (permitindo uma mineração mais profunda abaixo do lençol freático).

#### Carvão
Em 1984, a Austrália ultrapassou os EUA como o maior exportador mundial de carvão. Um terço das exportações de carvão da Austrália foram enviados da região de Hunter Valley, em Nova Gales do Sul, onde a mineração e o transporte de carvão começaram quase dois séculos antes. Coal River foi o primeiro nome dado pelos colonos britânicos ao Hunter River depois que o carvão foi encontrado lá em 1795. Agora, o estado de Queensland é o maior produtor de carvão da Austrália, sendo a Bacia Bowen a principal fonte de carvão negro, e mineiros como Gina Rinehart planeiam abrir as Bacias da Galileia e Surat à extracção de carvão. A China tornou-se o principal cliente.

### Recessão de 2020
A pandemia de Covid-19 atingiu a Austrália em janeiro de 2020. No dia 20 de março, as fronteiras australianas foram fechadas a todos os não residentes, impactando especialmente o turismo e a entrada de estudantes estrangeiros. Regras de distanciamento social foram impostas em 21 de março, e serviços “não essenciais” foram fechados, que incluíam locais de reunião social, como pubs e clubes, mas, ao contrário de muitos outros países, não incluíam a maioria das operações comerciais, como construção, manufatura e muitas categorias de varejo. Uma segunda onda de infecções em Victoria surgiu durante maio a junho, e Victoria impôs um bloqueio estrito, que continuou até setembro.
Em 2 de Setembro de 2020, como resultado da pandemia de Covid-19, a Austrália entrou oficialmente em recessão (definida como dois trimestres de crescimento negativo) com o PIB a cair 7% no trimestre de Junho de 2020, a maior queda já registrada. O PIB caiu 0,3% no trimestre de março.

## Sindicatos

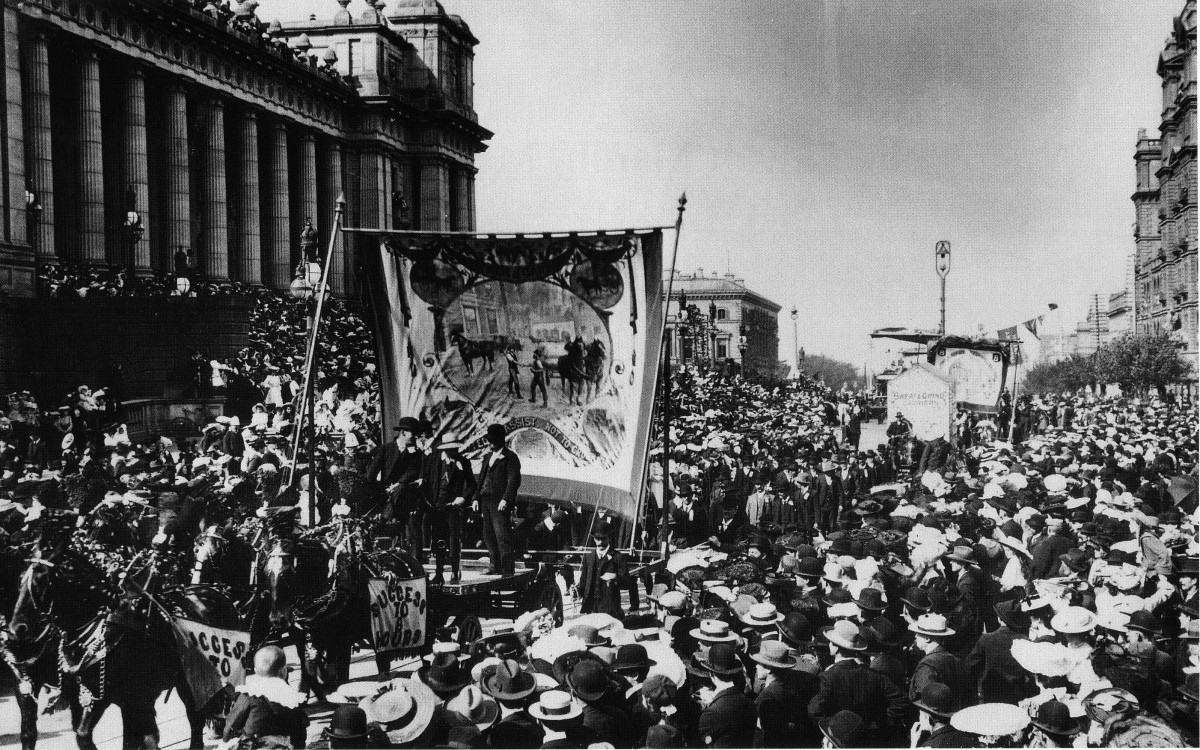
Marcha de oito horas por dia, por volta de 1900, em frente ao Parlamento em Spring Street, Melbourne.

O movimento trabalhista australiano geralmente procurou acabar com as práticas de trabalho infantil, melhorar a segurança dos trabalhadores, aumentar os salários dos trabalhadores sindicalizados e não sindicalizados, elevar o padrão de vida de toda a sociedade, reduzir as horas semanais de trabalho, fornecer educação pública para as crianças, e trazer outros benefícios para as famílias da classe trabalhadora.
A Austrália ganhou a reputação de “o paraíso do trabalhador”. Alguns empregadores tentaram minar os sindicatos importando mão-de-obra chinesa. Isto produziu uma reação que levou todas as colônias a restringir a imigração chinesa e de outros países asiáticos. Esta foi a base da Política da Austrália Branca.
Argumentou-se que sem os asiáticos para trabalhar nas áreas tropicais do Território do Norte e Queensland, a área teria de ser abandonada. Apesar destas objeções à restrição da imigração, entre 1875 e 1888 todas as colônias australianas promulgaram legislação que excluía toda a imigração chinesa adicional. Os imigrantes asiáticos que já residiam nas colônias australianas não foram expulsos e mantiveram os mesmos direitos que os seus compatriotas anglo-sulistas.